# Береговка (Башкортостан)
Береговка (баш. Береговка) — деревня в Мелеузовском районе Башкортостана, входит в состав Араслановского сельсовета.

## История
В деревне находилась пристань, откуда продукция Воскресенского медеплавильного завода отправлялась по Белой и далее, по Каме.

## Население
| 2002 | 2009 | 2010 |
| ---- | ---- | ---- |
| 150  | ↗156 | ↘129 |

## Географическое положение
Находится на берегу реки Белой.
Расстояние до:
- районного центра (Мелеуз): 20 км,
- центра сельсовета (Смаково): 18 км,
- ближайшей ж/д станции (Мелеуз): 18 км.

## История
В 1991 году из Васильевского сельсовета выведены деревня Береговка и хутор Красногорский с образованием Береговского сельсовета.
Указ Президиума ВС Башкирской ССР от 18.09.91 N 6-2/314 «Об образовании Береговского сельсовета и передаче его в административное подчинение Мелеузовскому городскому Совету народных депутатов» гласил:

1. Образовать Береговский сельсовет с административным центром в деревне Береговка.

2. Включить в состав Береговского сельсовета деревню Береговка и хутор Красногорский, исключив их из состава Васильевского сельсовета Мелеузовского района.— bashkortostan.news-city.info/docs/sistemam/dok_keyktb.htm